# Upper Canada Village

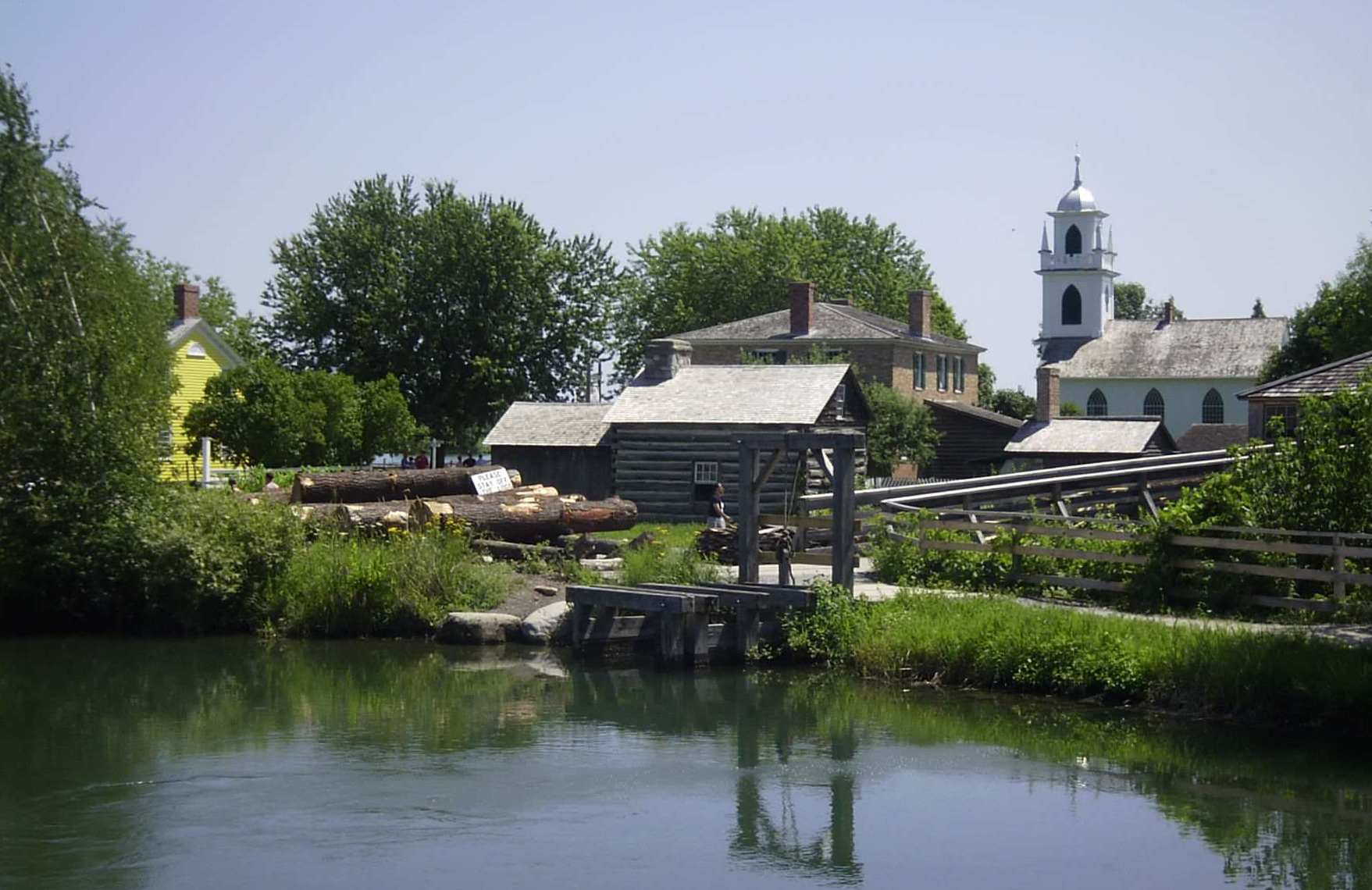
Upper Canada Village

Das Upper Canada Village ist ein historisches Freilichtmuseum am Sankt-Lorenz-Strom in der Nähe von Morrisburg (Stormont, Dundas and Glengarry United Counties) in der kanadischen Provinz Ontario ca. 100 km südsüdöstlich von Ottawa. Hier wird anhand von etwa 40 Gebäuden, darunter Mühlen, Sägewerke und Werkstätten, das Landleben um das Jahr 1860 präsentiert und inszeniert.

## Geschichte
1961 wurde das Freilichtmuseum eröffnet. Drei Jahre zuvor ging der Ausbau des St. Lawrence Seaway  mit der Flutung von zehn Dörfern einher. Zahlreiche historische Gebäude dieser Orte bildeten den Grundstock des Museumsdorfes als Teil des Sankt-Lorenz-Seeweg-Projekts. Der Name verweist auf das anglophone als Oberkanada bezeichnete Ontario.

## Sonstiges
Neben dem Museumsdorf befindet sich eine Gedenkstätte für eine Schlacht bei Chrysler’s Farm im Jahr 1813 im Britisch-Amerikanischen Krieg.